# Glenrothan
Glenrothan är en brittisk dramafilm, som har en planerad premiär i september 2025 på Toronto International Film Festival. Filmen är regisserad av Brian Cox efter ett manus skrivet av David Ashton och Jeff Murphy.

## Handling
Filmen handlar om två bröder, som efter en våldsam uppgörelse med deras far på dagen för deras mors begravning, ledde till att den yngre brodern lämnade högländerna för Amerika. Fyrtio år senare återförenas de i sitt födelseland.

## Rollista (i urval)
- Alan Cumming - Donal
- Brian Cox - Sandy
- Shirley Henderson
- Alexandra Shipp